# Dwayne Johnson
Dwayne Douglas Johnson, znan tudi pod vzdevkom The Rock, ameriški filmski in televizijski igralec ter rokoborec, * 2. maj 1972, Hayward, Kalifornija, ZDA.
Kariero je začel kot igralec ameriškega nogometa, kjer pa ni uspel dobiti zanesljive pogodbe, zato se je preusmeril v poklicno rokoborbo in zaslovel kot eden najuspešnejših rokoborcev v obdobju razmaha te oblike industrije zabave v poznih 1990. letih. Leta 2001 je zaigral v pustolovskem fantazijskem filmu Mumija se vrača in naslednje leto dobil vlogo glavnega antagonista v predzgodbi Kralj škorpijonov. Oba sta doživela uspeh in Johnson od takrat redno igra v pustolovskih filmih, akcijskih komedijah in podobnih. Zdaj je eden najbolje plačanih hollywoodskih igralcev.